# Микума (крейсер)
«Микума» (яп. 三隈, по названию реки в префектуре Оита) — японский крейсер, второй вступивший в строй представитель типа «Могами». Заказан в числе четырёх крейсеров этого типа по Первой программе пополнения флота 1931 года. Его постройкой в 1931—1935 годах занималась верфь компании «Мицубиси» в Нагасаки.
Сразу после вступления в строй «Микума» вместе с «Могами» был повреждён в ходе инцидента с Четвёртым флотом и до конца 1937 года проходил модернизацию, направленную на повышение прочности корпуса. После короткого периода службы он вновь оказался на верфи для проведения запланированной замены орудийных башен, продлившейся с июня по декабрь 1939 года. В 1940—1941 годах крейсер вместе с однотипными кораблями активно участвовал в учениях, а также операции по захвату Французского Индокитая.
В составе 7-й дивизии крейсеров «Микума» принял активное участие в начальном этапе боевых действий на Тихоокеанском театре Второй мировой войны, в том числе в захвате Малайи, Нидерландской Ост-Индии (потопив совместно с «Могами» и эсминцами в ходе боя в Зондском проливе американский крейсер «Хьюстон» и австралийский «Перт»), походе в Индийский океан. В ходе сражения у атолла Мидуэй 5 июня 1942 года «Микума» был повреждён при столкновении с «Могами» и потоплен на следующий день американской палубной авиацией.

## Строительство
Заказы на строительство первой пары «8500-тонных» крейсеров стоимостью по 24 833 950 иен в рамках Первой программы пополнения флота были выданы осенью 1931 года. Второй из них (временное обозначение по программе — «крейсер № 2») был заложен на стапеле верфи «Мицубиси» в Нагасаки 24 декабря 1931 года под строительным номером 520. 1 августа 1932 года ему было присвоено название «Микума» — в честь реки в префектуре Оита, ранее это имя в японском флоте не использовалось.
Как представитель серии лёгких крейсеров типа «Могами» «Микума» должен был представлять гладкопалубный корабль наибольшей длиной 200,6 м и шириной 18,0 м с S-образной носовой оконечностью и волнообразной верхней палубой, нёсший массивную носовую надстройку. Корпус был максимально облегчён за счёт уменьшения толщины листов обшивки и массированного применения электросварки, нормальное водоизмещение по проекту составляло 11 169 тонн. Четырёхвальная паротурбинная установка мощностью 152 000 л. с. (111,8 МВт) обеспечивала максимальную скорость хода в 37 узлов, а запас топлива позволял пройти 8000 морских миль 14-узловым ходом. Главный калибр корабля включал пятнадцать 155-мм орудий тип 3 с длиной ствола 60 калибров в пяти трёхорудийных башенных установках, с максимальной дальностью стрельбы 27,4 км. Для защиты от воздушных целей имелись восемь универсальных 127-мм орудий тип 89 в четырёх спаренных установках и два спаренных 13,2-мм пулемёта тип 93 . Развитое торпедное вооружение включало четыре строенных 610-мм торпедных аппаратов с системой механизированной перезарядки, рассчитанные на использование парогазовых торпед тип 90. На борту имелись три разведывательных гидросамолёта, запускаемых с двух катапульт арсенала Курэ тип № 2 модель 3. Броневая защита крейсера была рассчитана на прикрытие погребов от попаданий 203-мм снарядов, а энергетической установки от попаданий 155-мм снарядов, толщины прикрывающего их броневого пояса достигали 140 и 100 мм соответственно. Нижняя кромка пояса играла роль противоторпедной переборки, сверху эти отсеки накрывала броневая палуба толщиной от 35 до 60 мм, боевая рубка защищалась до 100 мм брони. Экипаж корабля должен был включать 930 человек: 70 офицеров и 860 матросов.
На воду крейсер был спущен 31 мая 1934 года, при этом присутствовали начальник военно-морского района Сасэбо вице-адмирал Мицумаса Ёнай и глава МГШ адмирал флота принц Хироясу Фусими. В процессе дальнейшей достройки на плаву корабль прошёл так называемый «Первый этап работ по повышению эффективности», вызванный более ранним инцидентом с миноносцем «Томодзуру». В ходе него на крейсер установили оборудование для приёма и сброса водяного балласта в двойное дно, а также значительно облегчили надстройки в сравнении с исходным проектом.
На ходовых испытаниях 14 июня 1935 года у острова Косикидзима «Микума» достиг скорости в 36,47 узла при водоизмещении 12 370 тонн и мощности машин 154 056 л. с.. Крейсер был принят флотом 29 августа того же года, ещё до того, как на нём были смонтированы обе кормовых 127-мм установки и зенитные автоматы.

## История службы

### Довоенная
После вступления в строй 29 августа 1935 года «Микума» вместе с «Могами» был зачислен в состав 7-й дивизии и получил позывные JJNA. Оба крейсера были приданы Четвёртому флоту для участия в ежегодных летне-осенних манёврах. 26 сентября того же года в составе главных сил Четвёртого флота они прошли через тайфун, в центральной части которого волны достигали высоты 15—18 м, а скорость ветра — 30—40 м/с. После происшествия на «Микуме» были обнаружены деформации корпуса, многочисленные разрывы сварных швов, особенно в носовой оконечности, было также затруднено вращение носовых орудийных башен. После возвращения в Курэ в ожидании необходимой модернизации 15 ноября крейсер был выведен в резерв второй категории.
С 30 ноября 1935 по 5 февраля 1936 года «Микума» находился в доке арсенала флота в Курэ для осмотра корпуса в рамках расследования инцидента. 1 апреля 1936 года он был переведён в резерв третьей категории в связи с началом реконструкции, направленной на устранение недостаточной прочности и продлившейся вплоть до октября 1937 года (Второй этап работ по повышению эффективности). В ходе неё соединявшиеся сваркой листы стали типа D на протяжении 80 % длины корпуса заменялись на клёпаные (толщина их на ряде участков была удвоена), а в оконечностях — на сварные из мягкой стали, был укорочен первый ярус надстройки (с зенитной палубой), чтобы через него не проходили барбеты орудийных башен № 3 и 4, были установлены були увеличенной ширины для компенсации возросшего водоизмещения. Также параллельно с этими работами были установлены недостающие кормовые 127-мм установки и 25-мм зенитные автоматы, уменьшена высота грот-мачты и переделана система рельсов для размещения гидросамолётов. Метацентрическая высота на испытаниях «Микумы» 18 октября 1937 года после выполнения Второго этапа работ по повышению эффективности составила 1,290 м при водоизмещении на испытаниях (13 940 т), 1,200 м в грузу (14 888 т), 1,360 м порожнем (11 504 т) и 1,350 м порожнем с принятыми 782 т балласта (12 286 т).
31 октября 1937 года «Микума» в связи с завершением модернизации был возвращён в состав флота из резерва и 1 декабря снова вошёл в состав 7-й дивизии (две марки на трубах), вместе с «Кумано» (флагман, одна марка) и «Судзуей» (три марки). С 9 по 14 апреля 1938 года три крейсера 7-й дивизии совершили поход из Сасэбо в Такао. В августе корабли участвовали в учениях в проливах Бунго и Исэ. «Микума» при этом в ходе стрельб показал адекватную точность своего главного калибра — рассеивание составило 278 м на дальности 20 км. С 17 по 23 октября крейсера совершили поход из Сасэбо в Мако и затем вернулись обратно.

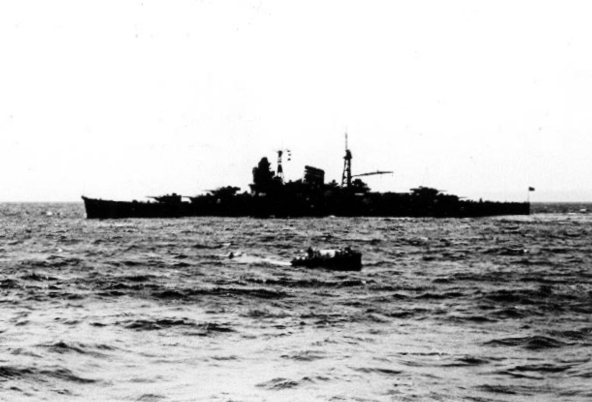
«Микума» в заливе Сукумо, апрель 1939 года.

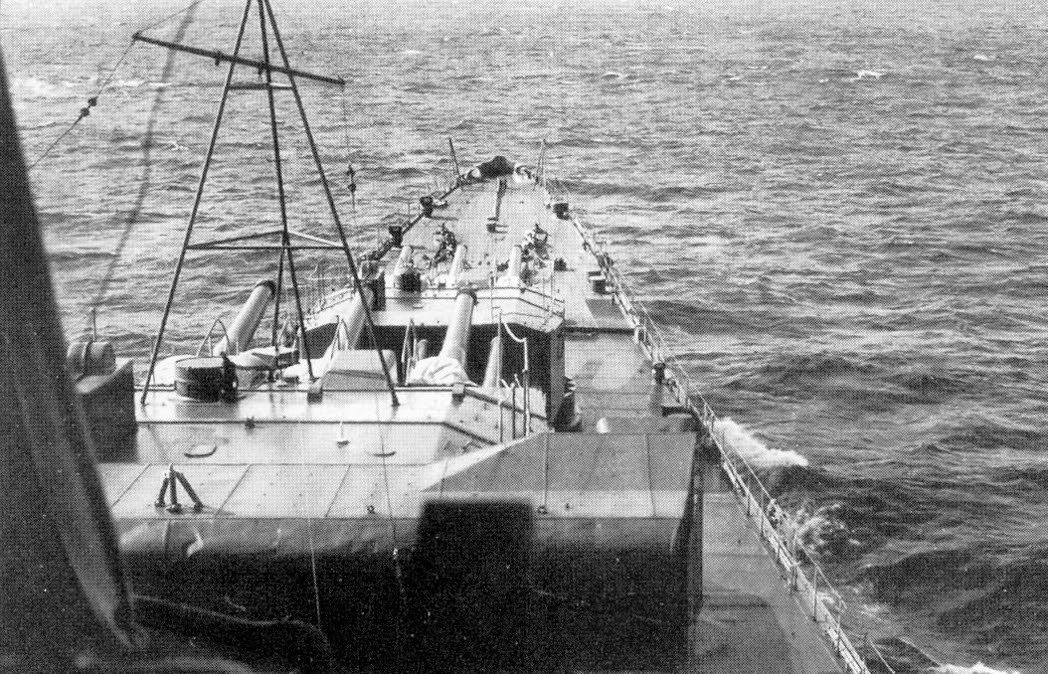
Носовые 155-мм башни крейсера, начало 1939 года.

С 21 марта по 3 апреля 1939 года 7-я дивизия (включавшая к тому моменту только «Микуму» и «Кумано») ходила из Сасэбо к побережью северного Китая. В апреле—мае оба корабля участвовали в учениях у южной части японских островов (район Кагосима-Сукумо). 20 мая их вывели в резерв третьей категории в связи с началом новой модернизации. Она стала известна как Третий этап работ по повышению эффективности и была направлена прежде всего на замену главного калибра — 155-мм трёхорудийные установки демонтировали и на их барбеты установили 203,2-мм двухорудийные установки (т. н. «модели „Могами“»). Параллельно с этим также заменили катапульты арсенала Курэ тип № 2 модель 3 на более тяжёлые тип № 2 модель 5, парогазовые торпеды тип 90 на кислородные тип 93 (с увеличением боекомплекта до 24 штук), установили прибор управления торпедной стрельбой тип 92 на площадке фок-мачты. Метацентрическая высота на испытаниях «Микумы» 17 февраля 1940 года после выполнения Третьего этапа работ по повышению эффективности составила 1,253 м при водоизмещении на испытаниях (13 985 т), 1,166 м в грузу (14 916 т), 1,318 м порожнем (11 560 т) и 1,322 м порожнем с принятыми 788 т балласта (12 348 т).
Модернизацию «Микумы» проводил Арсенал флота в Йокосуке, работы велись с июня по 30 декабря 1939 года.
1 мая 1940 года крейсер вернулся в состав 7-й дивизии, которая с этого момента стала включать в себя всех четырёх представителей типа «Могами» (флагман — «Судзуя»). С 7 января 1941 года 7-я дивизия получила внутреннее деление на два отделения (первое — «Кумано» и «Судзуя», второе — «Микума» и «Могами»), флагманом стал «Кумано».
В связи с обострением франко-тайского конфликта 7-я дивизия 23 января 1941 года покинула Курэ и 29 января прибыла в Самах на острове Хайнань. 31 января на борту крейсера «Натори» при посредничестве японских дипломатов было подписано перемирие. 6 февраля 7-я дивизия вышла в море, посетила 10 февраля Бангкок и три дня спустя Сайгон. 18 февраля она зашла в Самах, 20-21 простояла в Мако, 23-26 — на Окинаве, 3-7 марта — в Такао, 11-28 — в заливе Саэки и 29 марта прибыла в Курэ. С 11 по 17 апреля «Микума» (вместе с «Судзуей») прошёл там докование, в ходе него была также установлена размагничивающая обмотка.
24 апреля крейсер покинул Курэ и 28 апреля прибыл в залив Овасэ, где встретился с прибывшими туда ранее «Кумано» и «Судзуей». 17 мая корабли перешли в залив Исэ, где объединились с «Могами», и через пять дней вернулись обратно. 3 июня «Микума» покинул залив Овасэ и направился в Курэ, где простоял с 6 по 16 июня, затем заходил в Бэппу и 23 июня встретился с остальными тремя крейсерами в заливе Ариакэ. 27-30 июня 7-я дивизия перешла в Йокосуку, а оттуда 8-12 июля — в Курэ.
16 июля крейсера покинули Курэ для участия в захвате Французского Индокитая. 22 июля они прибыли в Самах и 25-30 июля сопровождали оттуда транспорты с войсками до Сайгона. 7-19 августа 7-я дивизия простояла в заливе Сукумо и 20 августа вернулась в Курэ. 8-13 сентября «Микума» (вместе с «Могами») прошёл там очередное докование. 16 сентября 7-я дивизия вышла в учебный поход, посетив Мурадзуми (16 сентября — 14 октября), заливы Саэки (15-19 октября), Бэппу (20-23 октября и 10-11 ноября), Сукумо (23 октября — 1 ноября), Ариакэ (2—9 ноября) и 13 ноября прибыла на якорную стоянку у острова Хасира. 16 ноября крейсера зашли в Курэ для приёма топлива и боекомплекта. 20-26 ноября «Микума» вместе с «Могами», «Судзуей» и «Тёкаем» совершили переход из Курэ в Самах, тремя днями позже к ним присоединился «Кумано».

### Вторая мировая война
4 декабря 1941 года 7-я дивизия вышла из порта Самах для прикрытия 1-го Малайского конвоя и районов высадки в Кота-Бару, Сингора и Патани. В ночь на 9 декабря она вместе с 3-й эскадрой эсминцев находилась к готовности к ночному бою с британским соединением «Z» (ранее обнаруженным подводной лодкой И-65), но не смогла его найти и утром соединилась с главными силами (линкоры «Конго» и «Харуна», тяжёлые крейсера «Атаго» и «Такао»). На следующий же день эта задача утратила актуальность, так как британские корабли были потоплены авиацией Японского императорского флота у Куантана.
10-11 декабря «Микума» и «Могами» (2-е отделение 7-й дивизии) провели в Пуло-Кондао, 14-19 декабря сопровождали 2-й Малайский конвой и 20 декабря прибыли в Камрань. Через два дня они снова вышли в море и 23-27 декабря поддерживали высадку в Кучинге (операция Q), на базу вернулись 27 декабря.
16 января 1942 года 7-я дивизия вместе с крейсерами «Тёкай», «Сэндай» и «Юра» вышла в море для перехвата британских кораблей, но 18 января приказ об этом был отменён, и на следующий день дивизия возвратилась обратно. 23 января она снова покинула Камрань, «Микума» и «Могами» после этого прикрывали высадку в Эндау и вернулись 30 января. После короткой стоянки все четыре крейсера 7-й дивизии и «Тёкай» вышли в море 10 февраля и 13-го обеспечивали прикрытие операции «L» (захват Палембанга и острова Банка). 16 февраля 7-я дивизия была передана в состав Главных сил с целью обеспечения захвата западной Явы, и на следующий день прибыла на остров Анамбас для приёма топлива и припасов.

#### Бой в бухте Бантам
24 февраля все четыре крейсера вышли в море, через три дня «Микума» и «Могами» вместе с сопровождавшим их эсминцем «Сикинами» отделились и направились для прикрытия высадки в бухте Бантам западнее Батавии. На подходе к ней в 00:10 28 февраля было получено сообщение с эсминца «Фубуки» об обнаружении западнее мыса Баби двух вражеских кораблей, и на крейсерах начали готовиться к бою, позже ставшему известному как бой в Зондском проливе в англоязычной историографии и как морской бой у Батавии — в японской. В 00:30 был получен приказ командующего 5-й ЭЭМ контр-адмирала Хара соединиться с 5-м дивизионом эсминцев («Харукадзэ», «Хатакадзэ», «Асакадзэ»), и в соответствии с ним «Могами», «Микума» и «Сикинами» продолжали идти южным курсом, сближаясь и с зоной высадки, и с противником.
В 01:06 с крейсеров визуально обнаружили противника, и в 01:13 они легли на курс 110°, постепенно сокращая с ним расстояние, в то время как эсминцы провели бой и начинали отход. В 01:16 «Микума» поднял гидросамолёт № 1 для доразведки.
В 01:19 «Могами» и «Микума» с удаления 9000 м выпустили по шесть торпед тип 93 из аппаратов правого борта по первой из замеченных целей, австралийскому крейсеру «Перт», и изменили курс на обратный, так как подошли слишком близко к острову Баби. В 01:22 корабли подсветили прожекторами вторую цель, американский крейсер «Хьюстон», и открыли по ней шквальный огонь, быстро добившись взрывов и пожаров в результате попаданий. В 01:25 «Микума» из-за проблем с главным распределительным щитом прекратил стрельбу орудиями главного калибра и погасил прожектора, и до его возвращения в строй через 5 минут, в 01:30, огонь вёл только «Могами». К 01:35 «Микума» и «Могами» завершили резкий разворот влево и перенесли огонь на «Перт» уже с дальности 5000 м. В 01:42 было подтверждено, что он затонул от попаданий. Продолжая идти юго-восточным курсом, крейсера в 01:46 повторно обнаружили «Хьюстон» и в 01:50 возобновили по нему стрельбу, подсветив прожекторами. К 01:53 они, описав петлю, легли на обратный курс. Поскольку «Хьюстон» из-за повреждений уже не отвечал, огонь по нему был прекращён в 01:56, к нему направился «Сикинами», который добил его торпедой, и в 02:06 он затонул.
Из 2-го отделения 7-й дивизии только приданный к ней «Сикинами» получил повреждение винта из-за близкого разрыва. Капитан 1-го ранга Сакияма отмечал в своём рапорте, что прожектора противника были гораздо слабее, залпы американцев и австралийцев ложились сначала перед крейсерами (словно противник целился по поднятым на полном ходу волнам от параванов), после изменения курса — по правому борту, а потом и за кормой — будто бы наводились на включённые прожектора или изменение курса вообще не было замечено. Основные же потери японцев в бою были связаны с дружественным огнём — выпущенным в 01:27 «Могами» залпом из шести торпед были потоплены тральщик № 2 и четыре транспорта ЯИА. 4 марта 7-я дивизия покинула район Явы и на следующий день прибыла в Сингапур.
С 9 по 12 марта крейсера 7-я дивизии и «Тёкай» прикрывали районы высадки в Сабанге и Ири на северной Суматре, 15 марта вернувшись в порт для дозаправки и пополнения запасов. С 20 марта они принимали участие в захвате Андаманских островов и после выполнения задачи стали на якорь в бирманском порту Мергуи 26-го. 1 апреля в рамках операции «Си» все пять крейсеров вышли в море, направляясь в составе соединения вице-адмирала Одзавы в Бенгальский залив. В 20:30 5 апреля корабли Одзавы разделись на три независимые группы — «Могами», «Микума» и эсминец «Амагири» вошли в южную. Во второй половине следующего дня ими были потоплены четыре судна противника — британские «Дарданус» и «Гандара» и норвежские «Дагфред» и «Хермод». «Микума» при этом израсходовал 120 203-мм и 22 127-мм снаряда. 11 апреля 7-я дивизия зашла в Сингапур, 13-го в Камрань и 22 апреля прибыла в Курэ, где крейсера встали на плановый ремонт в Арсенале флота. С 4 по 12 мая «Микума» и «Могами» прошли там докование.

#### Мидуэй
22 мая 1942 года 7-я дивизия (флаг контр-адмирала Куриты на «Кумано») под прикрытием 8-го дивизиона эсминцев («Асасио» и «Арасио») покинула Хасирадзиму и прибыла 26 мая на Гуам. 28 мая она вышла в море для участия в операции «МИ», изначально прикрывая соединение гидроавианосцев контр-адмирала Фудзиты («Титосэ» и «Камикава-мару»). 30 мая 7-я дивизия и 8-й дивизион встретились с транспортной группой контр-адмирала Танаки (12 транспортов с 5000 солдат на борту) и танкерами «Акэбоно-мару» и «Нитиэй-мару», с этого момента сопровождая уже их. Днём 4 июня Курита получил приказ адмирала Нагумо об обстреле Мидуэя, который должен был сделать то, чего не достигло Первое мобильное соединение в проигрываемом японцами сражении авианосцев, — уничтожить американские самолёты и береговые укрепления на атолле, которые могли бы помешать высадке. Поскольку до точки назначения надо было пройти ещё 410 морских миль, преодолевать их было необходимо на максимальной скорости в 35 узлов. Эсминцы «Асасио» и «Арасио» не могли поддерживать её в бурном море и постепенно начали отставать.
Поскольку к ночи стало ясно, что крейсера никак не смогут достичь Мидуэя, не попав под удар американской авиации, в 00:20 5 июня адмирал Ямамото отменил приказ Нагумо об обстреле. Однако его сообщение по ошибке первоначально было отправлено не 7-й, а 8-й дивизии («Тонэ» и «Тикума»). До Куриты оно дошло более чем через два часа, в 02:30, когда до Мидуэя оставалось менее 50 морских миль, и только с этого момента 7-я дивизия взяла курс на северо-запад, направляясь на встречу с главными силами. Параллельно с этим, в 02:15, японские корабли были замечены шедшей в надводном положении американской подводной лодкой «Тамбор» (командир — капитан 3-го ранга Джон Мерфи) — как четыре крупные неопознанные цели. Контакт с ними был потерян в темноте и возобновлён в 02:38, но почти сразу же и сама лодка была замечена с флагманского «Кумано». Из-за угрозы торпедной атаки четыре крейсера 7-й дивизии получили приказ выполнить поворот «все вдруг» на 45°, но из-за ошибок в его передаче и темноты только на шедшем первым «Кумано» и четвёртым «Могами» его исполнили верно. Шедшие же вторым «Судзуя» и третьим «Микума» начали делать поворот «все вдруг» на 90°. При этом если «Судзуя» просто прошёл в опасной близости за кормой «Кумано», то «Микума» к исходу пятой минуты протаранил «Могами». Хотя на последнем заметили сближение и за секунды до столкновения начали отворачивать влево, даже скользящий удар идущего 28-узловым ходом крейсера (пришедшийся на район носовой надстройки и далее к носу) нанёс серьёзные повреждения. На «Могами» была смята и загнута почти на 90° носовая оконечность вплоть до первой башни главного калибра. Повреждения «Микумы» оказались гораздо более лёгкими — были помяты броневые плиты в районе места удара, из топливной цистерны за котельным отделением № 4 началась утечка мазута (через участок повреждённой обшивки длиной 20 и шириной 6 метров), царапины также остались на борту между 127-мм установкой № 2 и грот-мачтой. В связи с произошедшим Курита приказал крейсерам «Кумано» и «Судзуя» срочно уходить из района, повреждённый «Могами» (даже после отделения повреждённой оконечности и герметизации отсеков он выдавал максимум 12 узлов и по манёвренности не превосходил гружёную баржу) следовало прикрывать также пострадавшему «Микуме» и находившимя на тот момент западнее эсминцам «Асасио» и «Арасио» — им было приказано срочно идти на восток к месту встречи.
Руководивший борьбой за живучесть на «Могами» капитан 3-го ранга Саруватари помимо исправления повреждений приказал также избавиться и от всех потенциально пожароопасных материалов на борту. В их число вошли и 24 кислородные торпеды тип 93, поскольку капитан считал их заведомо опасными при ожидающемся налёте — одно удачное попадание в центральную часть корпуса могло привести к взрыву двенадцати тонн взрывчатки, двух тонн керосина и двадцати четырёх тысяч литров жидкого кислорода. На «Микуме» же занимавшийся борьбой за живучесть офицер посчитал нужным сохранить торпеды, решив, что крейсер получил не настолько серьёзные повреждения. Последствия этих решений не замедлили сказаться в ближайшие двое суток.
С «Тамбора» ещё несколько раз устанавливали контакт, пытаясь разобраться в ситуации, и после потери последнего в 04:37 Мерфи отправил в штаб сообщение, что обнаружил на удалении 115 миль от Мидуэя два повреждённых японских крейсера. Вскоре после этого, в 06:30, эту информацию подтвердили две летающие лодки PBY из 44-й патрульной эскадрильи — с них заметили два боевых корабля (опознаны как «линкоры») в 125 милях от Мидуэя, отметив, что они идут на запад 15-узловым ходом, оба повреждены, один оставляет за собой след мазута. Соответственно, в 07:00 с Мидуэя для атаки японских кораблей поднялась 241-я разведывательно-бомбардировочная эскадрилья КМП под командованием капитана Маршалла Тайлера, включавшая на тот момент 12 пикировщиков: 6 SBD-2 «Донтлесс» и 6 старых SB2U-3 «Виндикейтор». Около 08:00 «Донтлессы» атаковали с крутого пикирования «Могами», а «Виндикейторы» около 08:05 — с пологого пикирования «Микуму», но добились только близких разрывов. При этом зенитным огнём был сбит самолёт командира звена «Виндикейторов» капитана Ричарда Флеминга. Около 08:34 к японским кораблям вышла восьмёрка армейских дальних бомбардировщиков B-17 под командованием полковника Брука Аллена. Они сбросили 39 500-фунтовых бомб с высоты более 6000 м, целясь в основном по «Могами» и никуда не попав.
В 06:45 6 июня японские корабли были обнаружены одним из 18 разведывательных «Донтлессов» 16-го оперативного соединения адмирала Спрюэнса, поднявшихся в 05:00 с авианосца «Энтерпрайз». С самолёта сообщили об «линкоре, крейсере и трёх эсминцах» на удалении 125 морских миль, но из-за неправильной расшифровки сообщения в штабе его поняли как говорящее об «авианосце и пяти эсминцах». Несмотря на то, что один из «Донтлессов» совершил посадку на авианосец в 07:30 и его экипаж доложил правильную информацию о противнике (два крейсера и два эсминца), это привело только к большей путанице — Спрюэнс посчитал, что имеет дело с двумя корабельными соединениями японцев. В результате в 07:45 крейсера «Миннеаполис» и «Нью Орлеанс» начали поднимать гидросамолёты для доразведки целей, а авианосец «Хорнет» незадолго до 08:00 начал поднимать ударную группу из 25 «Донтлессов» (11 из 8-й бомбардировочной, 12 из 8-й разведывательной и по одному из 5-й и 6-й разведывательных эскадрилий. Восемь машин несли 500-фунтовые, остальные 1000-фунтовые бомбы) с прикрытием из 8 «Уайлдкетов». Около 9:30 к японским кораблям вышли два гидросамолёта с «Нью Орлеанс», по которым был сразу же был открыт зенитный огонь с «Микумы». Сразу после этого, в 09:45-09:50, японцев атаковала группа с «Хорнета», добившаяся двух попаданий бомб в «Могами». Зенитным огнём при этом были сбиты два «Донтлесса» из 6-й и 8-й разведывательных эскадрилий, их экипажи (командиры — лейтенанты Кларенс Ваммен и Дон Грисволд) погибли.
На тот момент ситуация для японцев ещё не была тяжёлой, и около 11:00 курс был изменён на юго-западный — чтобы в итоге оказаться под прикрытием береговой авиации с Уэйка, до которого было 710 миль. Однако к тому моменту к ним уже следовала вторая ударная группа из 31 «Донтлесса» с «Энтерпрайза» и «Хорнета» (из 3-й и 6-й бомбардировочных и 5-й и 6-й разведывательных эскадрилий) и 12 «Уайлдкетов», под общим руководством капитан-лейтенанта Уоллиса Шорта с «Йорктауна». Они обнаружили японские корабли в 12:11 и пошли в атаку, выбрав первой целью «Могами», который был поражён ещё двумя бомбами. Следующий целью стал повторяющий циркуляцию «Микума» — спикировавшие с высоты 4 км под углом 70° поразили его бомбой в орудийную башню № 3, которая в результате была разрушена. Более того, осколки от взрыва прошлись по передней части надстройки, убив на месте нескольких офицеров (включая командира зенитных орудий правого борта) и ранив ещё нескольких. В число последних попал и капитан 1-го ранга Сякао Сакияма, не вовремя выглянувший в иллюминатор; обязанности командира крейсера с того момента стал исполнять старший помощник капитан 2-го ранга Хидэо Такасима. Ещё два попадания пришлось на носовое машинное отделение правого борта. Хотя Такасима приказал увеличить скорость и выполнить манёвр уклонения, вскоре «Микума» был поражён четвёртой и пятой бомбами, прошившими палубу рядом с катапультами и разорвавшимися в кормовом машинном отделении левого борта. Помимо пяти прямых попаданий, крейсер пережил по меньшей мере два близких разрыва бомб.
Хотя «Микума» потерял ход, а в его центральной части бушевал пожар, Такасима и Сонэ ещё не считали ситуацию безнадёжной. Два из четырёх машинных отделений уцелели и могли быть запущены при условии тушении огня, в крайнем случае крейсер мог быть взят на буксир «Могами» или эсминцами. Однако в 13:58 пожар достиг снаряжённых торпед в торпедных отсеках и привёл к их детонации, которая разрушила всё пространство между дымовой трубой и грот-мачтой, засыпав корабль обломками. Ещё более тяжёлыми оказались внутренние повреждения — взрыв привёл к сильному поступлению воды в машинные отделения левого борта, что сразу сделало безнадёжной какую-либо борьбу за живучесть.
После ознакомления с масштабами повреждений Такасима отдал приказ оставить корабль в виду явной невозможности его спасти. На тот момент рядом находились «Могами» и «Арасио», «Асасио» же описывал круги вокруг них. Но и они не могли пришвартоваться непосредственно к борту крейсера из-за продолжающихся пожаров, и людям с него приходилось добираться до них на деревянных плотах или вплавь. Часть членов экипажа «Микумы» изначально не пожелала оставлять корабль, желая погибнуть вместе с ним. Так поступил старший помощник Такасима, посчитавший себя ответственным за случившееся (при этом раненный командир Сакияма был отправлен на плоту на «Арасио»), а командир центрального артиллерийского поста капитан-лейтенант Масао Кояма поднялся на крышу первой орудийной башни и совершил там сэппуку. Около 15:00 последовал третий налёт — к японским кораблям вышли 23 «Донтлесса» с «Хорнета» с подвешенными 1000-фунтовыми бомбами, и находящиеся в дрейфе около горящего крейсера «Могами» и «Арасио» сразу стали лёгкими целями, получив по одному попаданию, а «Асасио» был поражён позже. Более того, на «Арасио» бомба разорвалась в районе 127-мм установки № 3, где собирались поднятые из воды выжившие, в результате чего было убито 37 человек. В итоге из-за угрозы нового налёта в 15:25 корабли оставили обречённый «Микуму», имея на борту всего 240 выживших.
В 17:15 горящий крейсер был обнаружен парой «Донтлессов» с «Энтерпрайза» (поднялись с него в 15:53), детально его отснявших, в том числе и с очень малой высоты — около 30 метров. Они также сообщили о видимых далеко на западе «Могами» с эсминцами, ставящими дымовую завесу, и после этого легли на обратный курс. По словам одного из выживших, уже в сумерках «Микума» начал быстро валиться на левый борт, перевернулся и затонул, выбросив много дыма и пара. Это произошло в 19:30 в точке с координатами 29°28′ с. ш. 173°11′ в. д.. «Микума» стал первым японским крейсером, погибшим в ходе Второй мировой войны. Большая часть членов его экипажа, около 700 человек, не выжила — причём не сколько из-за взрывов бомб и пожаров, столько из-за преждевременного окончания спасательной операции. В их числе оказался и командир корабля капитан 1-го ранга Сакияма — 12 июня (13-го по токийскому времени) он умер от ран на борту крейсера «Судзуя». Посмертно ему было присвоено звание контр-адмирала.
Вечером 6 июня к последнему известному местоположению «Микумы» был направлен эсминец «Асасио», однако в темноте на покрытой слоем мазута поверхности моря ему не удалось обнаружить ни одного выжившего, и он вернулся обратно. По альтернативной неподтверждённой версии предполагается, что послан был «Судзуя», которому удалось достичь выгоревшего крейсера, снять с него часть членов экипажа (включая командира Сакияму) и добить его торпедами. 9 июня американская подводная лодка «Траут» обнаружила в океане деревянный плот с ещё двумя выжившими — матросами Кэнъити Исикава и Кацуити Ёсида, которые в качестве военнопленных были доставлены в Перл-Харбор пятью днями спустя .
10 августа 1942 года крейсер «Микума» был исключён из списков флота.

«Микума» после налёта американской авиации 6 июня 1942 года
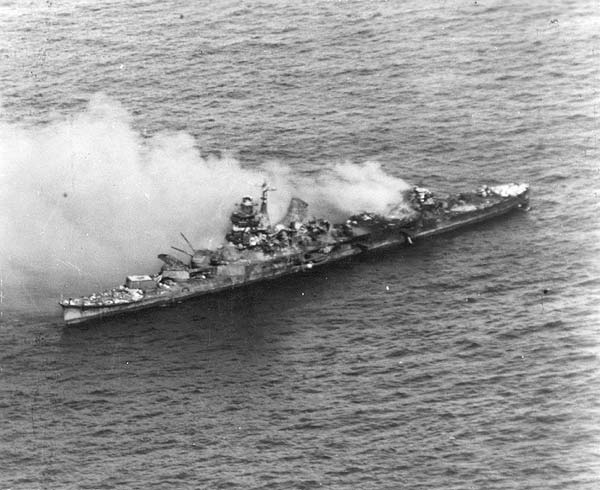
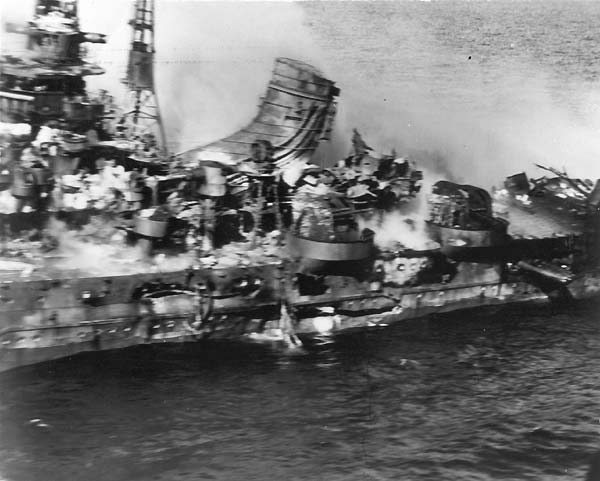
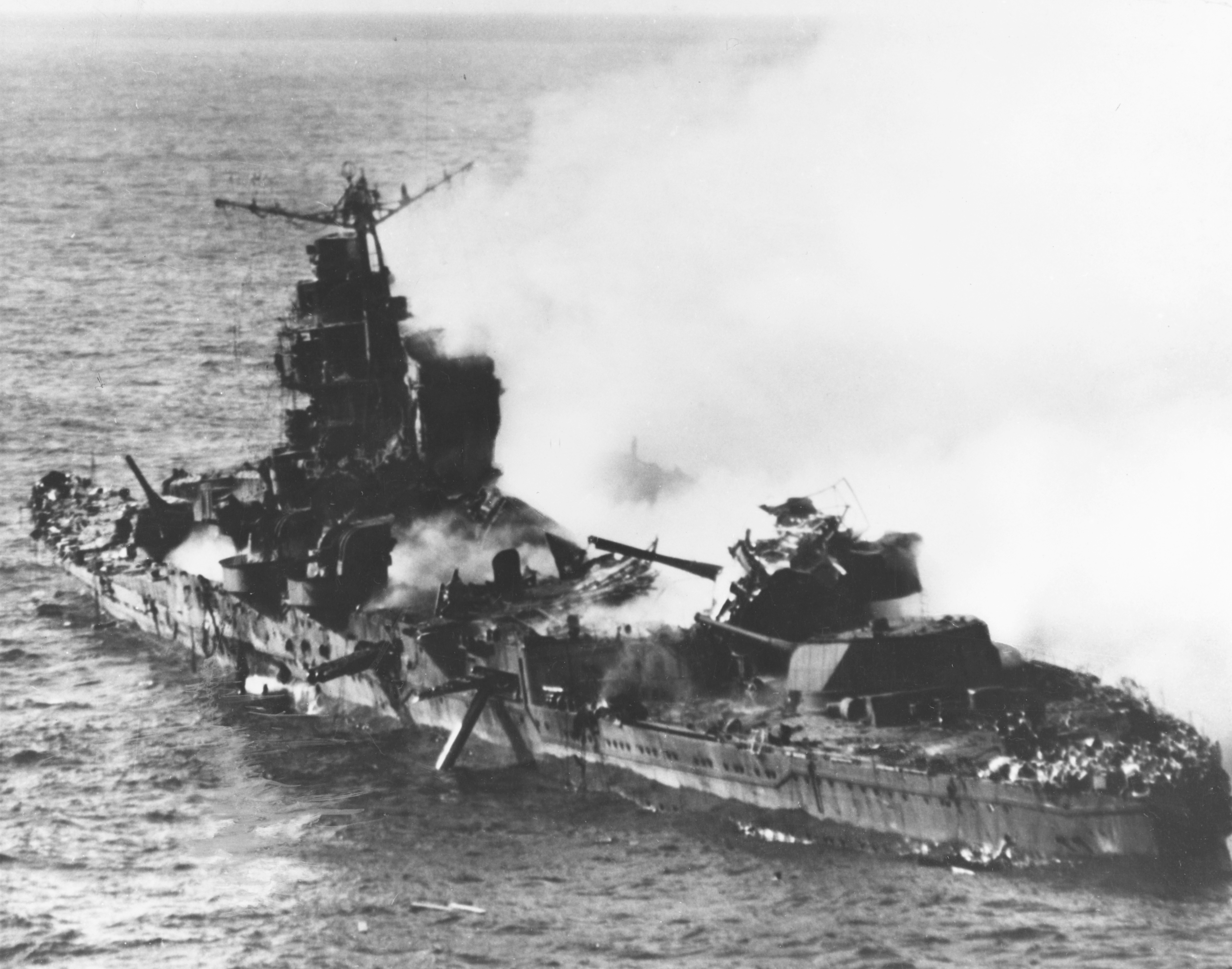

## Командиры
- 1.6.1934 — 4.7.1934 капитан 1 ранга (тайса) Цунэмицу Ёсида (яп. 吉田庸光)[39];
- 4.7.1934 — 15.11.1935 капитан 1 ранга (тайса) Кодзо Судзукида (яп. 鈴木田幸造);
- 15.11.1935 — 1.12.1936 капитан 1 ранга (тайса) Такэо Сакура (яп. 佐倉武夫);
- 1.12.1936 — 1.12.1937 капитан 1 ранга (тайса) Канки Ивагоэ (яп. 岩越寒季)[40];
- 1.12.1937 — 15.11.1938 капитан 1 ранга (тайса) Наосабуро Ирифунэ (яп. 入船直三郎)[21];
- 15.11.1938 — 15.12.1938 капитан 1 ранга (тайса) Кумэити Хираока (яп. 平岡粂一)[41];
- 15.12.1938 — 20.7.1939 капитан 1 ранга (тайса) Косо Абэ (яп. 阿部孝壮)[21];
- 20.7.1939 — 15.11.1939 капитан 1 ранга (тайса) Кюдзи Кубо (яп. 久保九次)[42];
- 15.11.1939 — 1.11.1940 капитан 1 ранга (тайса) Сусуму Кимура (яп. 木村　進)[21];
- 1.11.1940 — 6.06.1942 капитан 1 ранга (тайса) Сякао Сакияма (яп. 崎山釈夫)[21].